# Alberto Macías
Alberto Macías Hernández (Guadalajara, Jalisco, 28 de diciembre de 1969) es un exfutbolista mexicano. Durante su carrera jugó como defensa. Su equipo de retiro fue el San Luis. Durante varios años fue símbolo del Toluca.

## Trayectoria
Un defensa central alto apodado el Flaco, pasó la mayor parte de su carrera en Toluca después de irrumpir en el equipo en 1991. se convirtió en titular en 1992 y, después de jugar con poca frecuencia en los próximos tres años, regresó a la alineación titular en 1996 bajo la dirección del entrenador Enrique Meza, convirtiéndose en titular indiscutible forma una parte clave de la línea defensiva que ayudó al Toluca a ganar los títulos de liga en el Verano 1998, Verano 1999 y Verano 2000 con jugadores de talla como José Manuel Abundis, David Rangel, Enrique Alfaro, Salvador Carmona. También proporcionó una cuota de gol, anotando 11 goles. En el Verano 2000 se trasladó a Cruz Azul, luego jugó para el Club América en dos etapas distintas una en el Invierno 2001, fue titular pero en su segunda etapa en el Apertura 2003 no disputó ningún partido, en Atlas de Guadalajara estuvo dos torneos, y en Atlante un torneo donde logró ser titular bajo el mando de Miguel Herrera y al final de su carrera el Clausura 2004, con San Luis, fue su último torneo en el máximo circuito antes del retiro. 

### Clubes
| Club             | País          | Año           | Partidos | Goles | Media |
| ---------------- | ------------- | ------------- | -------- | ----- | ----- |
| Deportivo Toluca | México        | 1990 - 2000   | 257      | 22    | 0.09  |
| Cruz Azul F.C.   | México        | 2000 - 2001   | 40       | 1     | 0.03  |
| C.F. América     | México        | 2001          | 16       | 0     | 0     |
| Atlas F.C.       | México        | 2002          | 27       | 1     | 0.04  |
| Atlante F.C.     | México        | 2003          | 16       | 1     | 0.06  |
| C.F. América     | México        | 2003          | 0        | 0     | 0     |
| San Luis F.C.    | México        | 2004 - 2005   | 12       | 0     | 0     |
| Total carrera    | Total carrera | Total carrera | 368      | 25    | 0.07  |

## Estadísticas

### Clubes
La siguiente tabla detalla los encuentros disputados y los goles marcados en los clubes en los que ha militado.
| Deportivo Toluca · México |               |               |     |    |    |    |    |     |     |    |
| 1ª | 1990-91       | 3             | 0   | 3  | 0  | -  | -  | 6   | 0   |    |
| 1ª | 1991-92       | 24            | 5   | 4  | 0  | -  | -  | 28  | 5   |    |
| 1ª | 1992-93       | 28            | 1   | -  | -  | -  | -  | 28  | 1   |    |
| 1ª | 1993-94       | 12            | 0   | -  | -  | -  | -  | 12  | 0   |    |
| 1ª | 1994-95       | 10            | 1   | 1  | 0  | -  | -  | 11  | 1   |    |
| 1ª | 1995-96       | 9             | 0   | 1  | 0  | -  | -  | 10  | 0   |    |
| 1ª | 1996-97       | 36            | 1   | 6  | 0  | -  | -  | 42  | 1   |    |
| 1ª | 1997-98       | 38            | 3   | -  | -  | 3  | 0  | 41  | 3   |    |
| 1ª | 1998-99       | 40            | 3   | 1  | 0  | 1  | 0  | 42  | 5   |    |
| 1ª | 1999-00       | 38            | 6   | 4  | 0  | -  | -  | 42  | 6   |    |
| Total club | Total club    | 239           | 22  | 14 | 0  | 4  | 0  | 257 | 22  |    |
| Cruz Azul F.C. · México |               |               |     |    |    |    |    |     |     |    |
| 1ª | 2000-01       | 25            | 0   | 4  | 1  | 11 | 0  | 40  | 1   |    |
| Total club | Total club    | 25            | 0   | 4  | 1  | 11 | 0  | 40  | 1   |    |
| C. América · México |               |               |     |    |    |    |    |     |     |    |
| 1ª | 2001-02       | 11            | 0   | 3  | 0  | 2  | 0  | 16  | 0   |    |
| 1ª | 2003-04       | 0             | 0   | -  | -  | -  | -  | 0   | 0   |    |
| Total club | Total club    | 11            | 0   | 3  | 0  | 2  | 0  | 16  | 0   |    |
| Atlas F.C. · México |               |               |     |    |    |    |    |     |     |    |
| 1ª | 2001-02       | 20            | 1   | -  | -  | -  | -  | 20  | 1   |    |
| 1ª | 2002-03       | 6             | 0   | 1  | 0  | -  | -  | 7   | 0   |    |
| Total club | Total club    | 26            | 1   | 1  | 0  | -  | -  | 27  | 1   |    |
| Atlante F.C. · México |               |               |     |    |    |    |    |     |     |    |
| 1ª | 2002-03       | 16            | 1   | -  | -  | -  | -  | 16  | 1   |    |
| Total club | Total club    | 16            | 1   | -  | -  | -  | -  | 16  | 1   |    |
| San Luis F.C. · México |               |               |     |    |    |    |    |     |     |    |
| 1ª | 2003-04       | 12            | 0   | -  | -  | -  | -  | 12  | 0   |    |
| Total club | Total club    | 12            | 0   | -  | -  | -  | -  | 12  | 0   |    |
| Total carrera | Total carrera | Total carrera | 329 | 24 | 22 | 1  | 17 | 0   | 368 | 25 |
| (1)Incluye datos de la Copa México y Pre Pre Libertadores (1998, 1999, 2000, 2001 y 2002). (2)Incluye datos de la Copa Campeones CONCACAF (1998 y 2000), Copa de Gigantes de la Concacaf (2001), Pre Libertadores (2001), y Copa Libertadores (2001). |               |               |     |    |    |    |    |     |     |    |

## Selección nacional

### Categorías menores
Sub-23
Fue miembro de la selección mexicana que compitió en los Juegos Olímpicos de Barcelona 1992. 
| Torneo                   | Sede   | Resultado    |
| ------------------------ | ------ | ------------ |
| Juegos Olímpicos de 1992 | España | Primera fase |

Partidos internacionales
| # | Fecha               | Rival     | Sede      | Estadio               | Resultado | Competición              |
| - | ------------------- | --------- | --------- | --------------------- | --------- | ------------------------ |
| 1 | 26 de julio de 1992 | Dinamarca | Zaragoza  | Estadio La Romareda   | 1 - 1     | Juegos Olímpicos de 1992 |
| 2 | 28 de julio de 1992 | Australia | Barcelona | Estadi de Sarrià      | 1 - 1     | Juegos Olímpicos de 1992 |
| 3 | 30 de julio de 1992 | Ghana     | Sabadell  | Estadi Nova Creu Alta | 1 - 1     | Juegos Olímpicos de 1992 |

### Absoluta
Fecha de debut: 15 de noviembre de 2000
Partido de debut:  México 0-0  Canadá.
Entrenador con el que debutó: Enrique Meza.
Hizo su debut el 15 de noviembre de 2000 en un partido de Eliminatoria contra Canadá, en sustitución de Ramón Ramírez en el minuto 76, siendo Enrique Meza el seleccionador.
Fue convocado a las eliminatorias rumbo al mundial 2002, donde participó en dos encuentros, uno que fue su primer partido en selección y el otro fue frente Jamaica .
Participaciones en eliminatorias mundialistas
| Torneo                     | Sede                                 | Resultado   |
| -------------------------- | ------------------------------------ | ----------- |
| Clasificación Mundial 2002 | Norteamérica, Centroamérica y Caribe | Clasificado |

Partidos internacionales
| # | Fecha                   | Rival          | Sede             | Estadio                       | Resultado | Competición                |
| - | ----------------------- | -------------- | ---------------- | ----------------------------- | --------- | -------------------------- |
| 1 | 15 de noviembre de 2000 | Canadá         | Toronto          | BMO Field                     | 0 - 0     | Clasificación Mundial 2002 |
| 2 | 24 de enero de 2001     | Bulgaria       | Morelia          | Estadio Morelos               | 0 - 2     | Amistoso                   |
| 3 | 31 de enero de 2001     | Colombia       | Los Ángeles      | Los Angeles Memorial Coliseum | 2 - 3     | Amistoso                   |
| 4 | 28 de febrero de 2001   | Estados Unidos | Los Ángeles      | Los Angeles Memorial Coliseum | 0 - 2     | Amistoso                   |
| 5 | 25 de marzo de 2001     | Jamaica        | Ciudad de México | Estadio Azteca                | 4 - 0     | Clasificación Mundial 2002 |

## Palmarés

### Campeonatos nacionales
| Título                     | Club             | País           | Año  |
| -------------------------- | ---------------- | -------------- | ---- |
| Primera División de México | Deportivo Toluca | México         | 1998 |
| Primera División de México | Deportivo Toluca | México         | 1999 |
| Primera División de México | Deportivo Toluca | México         | 2000 |
| Pre Pre Libertadores       | C.F. América     | Estados Unidos | 2001 |

### Copas internacionales
| Título                          | Club         | País           | Año  |
| ------------------------------- | ------------ | -------------- | ---- |
| Copa de Gigantes de la Concacaf | C.F. América | Estados Unidos | 2001 |

### Distinciones individuales
| Distinción                          | Año  |
| ----------------------------------- | ---- |
| Balón de Oro: Mejor Defensa Central | 1998 |
| Balón de Oro: Mejor Defensa Central | 2000 |

Otros logros
- Subcampeón de la Copa Campeones CONCACAF 1998 con el Deportivo Toluca.
- Subcampeón de la Copa Libertadores 2001 con Cruz Azul.